# Roosevelt Field Mall
Le Roosevelt Field Mall est le plus grand centre commercial de l'État de New York, situé à Garden City sur Long Island. Il fut inauguré en 1956 et c'est le 9e plus grand centre commercial des États-Unis. Sa surface de vente est de 203 452 m2. Le centre est actionné par Simon Property Group, il y a environ 270 magasins dans le centre commercial.